# Sultanpur (Distrikt)
Der Distrikt Sultanpur (Hindi सुल्तानपुर जिला, Urdu ضلع سلطان پور) ist ein Distrikt des indischen Bundesstaats Uttar Pradesh. Verwaltungszentrum ist die namensgebende Stadt Sultanpur.

## Geografie
Der Distrikt Sultanpur liegt im Osten der Region Awadh (Oudh) in Zentral-Uttar-Pradesh und ist Teil der Division Ayodhya. Nachbardistrikte sind Ayodhya im Nordwesten, Ambedkar Nagar im Nordosten, Azamgarh im Osten, Jaunpur im Südosten, Pratapgarh im Südwesten und Amethi im Westen.
Vor der Abspaltung des Distrikts Amethi im Jahr 2010 hatte der Distrikt Sultanpur eine Fläche von 4436 km². Das Gebiet gehört zur flachen Gangesebene und wird von der Gomti, einem Nebenfluss des Ganges, durchflossen.
Der Distrikt Sultanpur ist in die vier Tehsils Sultanpur, Kadipur, Lambhua und Jaisinghpur unterteilt. Die drei Tehsils Amethi, Gauriganj und Musafir Khana kamen 2010 zum Distrikt Amethi.

## Geschichte
Der Distrikt Sultanpur wurde nach der Annexion des Fürstenstaats Avadh (Oudh) durch die Britische Ostindien-Kompanie geschaffen, und nach der Niederschlagung des darauf folgenden indischen Aufstands von 1857 konsolidiert. 1902 wurde Oudh zu einem Teil der United Provinces, aus denen nach der indischen Unabhängigkeit 1947 der Bundesstaat Uttar Pradesh hervorging. Im Jahr 2010 wurde aus Teilen der Distrikte Sultanpur und Raebareli der neue Distrikt Amethi (ursprünglich unter dem Namen Chhatrapati Shahuji Maharaj Nagar) gebildet.

## Bevölkerung
Nach der Volkszählung 2011 hat der Distrikt Sultanpur nach dem alten Gebietsstand 3.797.117 Einwohner (alle nachfolgenden Angaben beziehen sich auf das ehemalige Distriktgebiet inklusive der heute zum Distrikt Amethi gehörigen Gebiete). Zwischen 2001 und 2011 wuchs die Einwohnerzahl um 18 Prozent. Die Bevölkerungsdichte liegt mit 856 Einwohnern pro Quadratkilometer etwas über dem ohnehin schon hohen Durchschnitt des Bundesstaates (829 Einwohner pro Quadratkilometer). Dabei ist der Distrikt stark ländlich geprägt: Nur etwas über fünf Prozent der Einwohner leben in Städten. Die Urbanisierungsrate gehört damit zu den niedrigsten Uttar Pradeshs und liegt deutlich unter dem Mittelwert des Bundesstaates (22 Prozent). Die Alphabetisierungsquote liegt mit 69 Prozent nahe am Durchschnitt Uttar Pradeshs (68 Prozent).
Unter den Einwohnern des Distrikts stellen Hindus nach der Volkszählung 2001 mit 83 Prozent die Mehrheit. Daneben gibt es eine muslimische Minderheit von 16 Prozent.

## Städte
Die folgende Liste schließt auch diejenigen Städte mit ein, die seit 2010 zum Distrikt Amethi gehören:
| Stadt              | Einwohner (2001) |
| ------------------ | ---------------- |
| Amethi             | 12.808           |
| Chilkana Sultanpur | 16.110           |
| Dostpur            | 11.877           |
| Kadipur            | 6.795            |
| Koeripur           | 7.268            |
| Korwa              | 6.045            |
| Musafirkhana       | 7.373            |
| Sultanpur          | 100.085          |